# Ponç Puigdevall i Aragonès
Ponç Puigdevall i Aragonès (Sant Feliu de Guíxols, 10 de setembre de 1963) és un escriptor i crític literari català.
Viu a Girona i publica una crítica setmanal en els diaris El Punt, des de 1994, i El País, des de 1998. Fou un dels fundadors de la plataforma espanyolista Ciutadans de Catalunya, embrió del partit Ciutadans, i ha mantingut una agra polèmica de crítica literària amb Hèctor Bofill. Entre les seves novel·les destaquen Un dia tranquil (2010), L'atzar favorable (2012) i Il·lusions elementals (2017).
L'any 2020 va rebre una de les Beques per a la creació literària de la Institució de les Lletres Catalanes pel projecte Exploració de Yernes i Tameza.

## Obres
- Un silenci sec.  Tres i Quatre, 1992. ISBN 978-84-7502-333-5. (Premi Andròmina de narrativa, 1991)
- Era un secret.  Barcelona: Quaderns Crema, 1998 (Biblioteca mínima;57). ISBN 978-84-7727-256-4.
- Els simuladors (Col·lecció Senhal, 1998)
- Cercas, Javier; Puigdevall, Ponç. Àlbum Galmés.  Barcelona: Quaderns Crema, 2002. ISBN 978-84-7727-372-1.
- Un dia tranquil.  Barcelona: Tusquets, 2010 (L'ull de vidre;36). ISBN 978-84-8383-288-2.(Premi Ciutat de Barcelona 2009)[6]
- L'atzar favorable.  Barcelona: Tusquets, 2012 (L'ull de vidre;45). ISBN 978-84-8383-407-7.
- D'incògnit.  Barcelona: Tusquets, 2016 (L'ull de vidre;59). ISBN 978-84-9066-247-2.
- Els convidats de pedra (El Llop ferotge, 2015)
- Il·lusions elementals.  Barcelona: Edicions 62, 2017 (El balancí;768). ISBN 978-84-2977-564-8.(Premi Joanot Martorell 2016)[7]
- Jardins secrets: 99 llibres per tornar a llegir.  Barcelona: La Magrana, 2022. ISBN 978-84-1242-534-5.
- La gran novel·la comercial (Edicions de 1984, 2024)[8]